# 166年
| 千纪： | 1千纪                                                                                           |
| 世纪： | 1世纪 \| 2世纪 \| 3世纪                                                                         |
| 年代： | 130年代 \| 140年代 \| 150年代 \| 160年代 \| 170年代 \| 180年代 \| 190年代                       |
| 年份： | 161年 \| 162年 \| 163年 \| 164年 \| 165年 \| 166年 \| 167年 \| 168年 \| 169年 \| 170年 \| 171年 |
| 纪年： | 丙午年（马年）；东汉延熹九年                                                                    |

## 大事记
- 中國
  - 宦官趙津、侯覽等黨羽與張汎、徐宣等人故意在大赦之前犯罪，期望以此逃脫懲罰，而官員成瑨、翟超、劉質、黃浮等在大赦以後仍然按律處置了這些人，漢桓帝重處了這些官員，釀成次年的東漢第一次黨錮之禍。
- 羅馬
  - 佔領安息帝國的羅馬帝國軍隊因瘟疫蔓延被迫退兵。
  - 羅馬皇帝马尔库斯·奥列里乌斯遣使汉朝，即自日南徼外獻象牙、犀角、瑇瑁，這是中國與羅馬正式交通。

## 各国领袖

### 非洲
- 库施
  - 国王：Tarekeniwal（155年－170年）

### 亚洲
- 中国
  - 东汉：
    - 皇帝：汉桓帝刘志（146年－168年）
- 朝鲜
  - 百济：
    - 国王：
      1. 盖娄王（128年－166年）
      2. 肖古王（166年－214年）

  - 高句丽：
    - 国王：新大王（165年－179年）

  - 新罗：
    - 国王：阿达罗尼师今（154年－184年）

### 欧洲
- 高加索伊比里亚
  - 国王：法斯曼三世（145年－185年）
- 罗马帝国
  - 皇帝（两帝共治）：
    - 马可·奥勒留（161年－180年）
    - 维鲁斯（161年－169年）

### 中东
- 奥斯若恩
  - 国王：Ma'nu VIII bar Ma'nu（165年－167年）
- 安息
  - 国王：沃洛吉斯四世（147年－191年）

## 出生
- 太史慈，東漢末年群雄孫策著名將領（206年去世）。